# Вишнёвое (Крым)
Вишнёвое (укр. Вишневе, крымскотат. Vişnövoye, Вишнёвое) — село в Белогорском районе Республики Крым, входит в состав Крымскорозовского сельского совета.

## Население
| 2001 | 2014 |
| ---- | ---- |
| 269  | ↘249 |

Всеукраинская перепись 2001 года показала следующее распределение по носителям языка
| Язык             | Процент |
| ---------------- | ------- |
| крымскотатарский | 65.8    |
| русский          | 30.48   |
| украинский       | 1.86    |
| другие           | 0.37    |

### Динамика численности
| - 1915 год — 29 чел. - 1926 год — 35 чел. - 1989 год — 120 чел. | - 2001 год — 269 чел. - 2009 год — 313 чел. - 2014 год — 249 чел. |

## Современное состояние
На 2017 год в Вишнёвом числится 3 улицы: Амет-Хан-Султана, Лесная и Центральная; на 2009 год, по данным сельсовета, село занимало площадь 64 гектара на которой, в 75 дворах, проживало 313 человек.

## География
Вишнёвое находится на западе района, на правом берегу реки Зуя (приток Салгира) в среднем течении. Село лежит в северном предгорье Внутренней гряды Крымских гор, высота центра села над уровнем моря 292 м. Соседние сёла: Зуя, в 2 км ниже по долине и Баланово с Красногорским — примерно в 3 км выше по реке. Расстояние до райцентра около 27 километров (по шоссе), ближайшая железнодорожная станция — Симферополь, примерно в 26 километрах. Транспортное сообщение осуществляется по региональной автодороге 35Н-091 Зуя — Красногорское (по украинской классификации — С-0-10315).

## История
Село, как хутор Ново-Алексеевка, возникло, видимо, в начале 1900-х годов, так как Статистическом справочнике Таврической губернии. Ч.II-я. Статистический очерк, выпуск шестой Симферопольский уезд, 1915 год, уже в деревне Ново-Алексеевка Зуйской волости Симферопольского уезда числилось 7 дворов с русским населением в количестве 29 человек приписных жителей, из которых 14 мужчин и 15 женщин. Жители владели 30 десятинами удобной земли и 212 — неудобной. В хозяйствах имелось 18 лошадей, 5 коров и 10 голов мелкого скота, хотя на более поздней карте 1922 года она ещё не обозначена. После установления в Крыму Советской власти, по постановлению Крымревкома от 8 января 1921 года была упразднена волостная система и село включили в состав вновь созданного Подгородне-Петровского района Симферопольского уезда, а в 1922 году уезды получили название округов. 11 октября 1923 года, согласно постановлению ВЦИК, в административное деление Крымской АССР были внесены изменения, в результате которых был ликвидирован Подгородне-Петровский район и образован Симферопольский и село включили в его состав. Согласно Списку населённых пунктов Крымской АССР по Всесоюзной переписи 17 декабря 1926 года, на хуторе Ново-Алексеевка, Нейзацкого сельсовета Симферопольского района, числилось 7 дворов, все крестьянские, население составляло 35 человек, все русские. Постановлением ВЦИК от 10 июня 1937 года был образован новый, Зуйский район, в который вошло село). На километровой карте Генштаба Красной армии 1941 года ещё обозначена Ново-Алексеевка. В 1944 году, после освобождения Крыма от фашистов, 12 августа 1944 года было принято постановление № ГОКО-6372с «О переселении колхозников в районы Крыма» и в сентябре 1944 года в район приехали первые новоселы (212 семей) из Ростовской, Киевской и Тамбовской областей, а в начале 1950-х годов последовала вторая волна переселенцев из различных областей Украины. С 25 июня 1946 года село в составе Крымской области РСФСР, а 26 апреля 1954 года Крымская область была передана из состава РСФСР в состав УССР. После упразднения 24 сентября 1959 года Зуйского района, село вновь включили в Симферопольский. Время включения в Зуйский поссовет пока не установлено: на 15 июня 1960 года село уже числилось в его составе. Указом Президиума Верховного Совета УССР «Об укрупнении сельских районов Крымской области», от 30 декабря 1962 года Симферопольский район был упразднён и село присоединили к Белогорскому. На 1968 год село уже входило в состав Зуйского поссовета. По данным переписи 1989 года в селе проживало 120 человек. С 5 июня 1990 года Вишнёвое в составе Крымскорозовского сельсовета. С 12 февраля 1991 года село в восстановленной Крымской АССР, 26 февраля 1992 года переименованной в Автономную Республику Крым. С 21 марта 2014 года в составе Крыма аннексировано Россией.
Время переименования Ново-Алексеевки в Вишнёвое пока не установлено, возможно, это произошло в 1930-годы, в период становления хозяйства «Крымская роза».